# Johann Jacob Möllinger
Johann Jacob Möllinger (* 4. Dezember 1695 in Dühren; † 17. Januar 1763 in Neustadt an der Haardt) (jetzt Neustadt an der Weinstrasse) war ein deutscher mennonitischer Uhrmacher.

## Leben

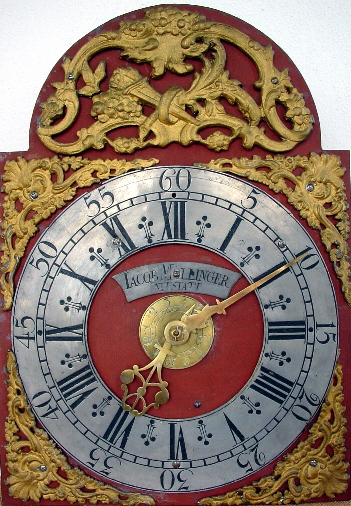
Zifferblatt einer Möllinger Standuhr

Jacob Möllinger war das älteste Kind von Vincenz Möllinger (* 22. November 1668 Guntersblum, † 27. Dezember 1748 Ruchheim) und Veronika Nagelin od. Maylin (* 8. Februar 1674 Dühren, † 7. März 1753 Ruchheim).
Möllinger hatte acht Söhne und eine Tochter Judith, die wie der Vater das Uhrmacherhandwerk betrieben. Doch erreichte keiner die Fähigkeiten des Vaters.
Als Jacob Möllinger nach einem an Anerkennung und Erfolgen reichen Leben am 17. Januar 1763 starb, führte seine zweite Ehefrau Elisabeth, geb. Sintzenisch (⚭ 19. Februar 1742 Neustadt/W.) als Witwe das Geschäft ihres Mannes weiter und übergab es 1787 an den Sohn Elias (* 26. September 1754 Neustadt/W.,† 4. Januar 1799 Neustadt/W.). Zwischen 1763 und 1787 signierte Elisabeth die Uhren mit „Jacob Möllinger Wittib“. Zwei weitere Söhne waren als Uhrmacher ebenfalls erfolgreich: Christian Möllinger, der Zwillingsbruder von Elias (* 26. September 1754 Neustadt/W., † 24. Januar 1826 Berlin) war Oberhofuhrmacher in Berlin und baute für die Akademie der Künste in Berlin die erste Normaluhr. Daniel war in Mannheim Uhrmacher (* 28. Mai 1746 Neustadt/W., † 31. Mai 1794 Mannheim).
Johann Jacob Möllinger ist außerdem in mütterlicher Linie ein Vorfahr der Kelly Family. David Möllinger, ein Bruder von Jacob Möllinger, war ein außerordentlich erfolgreicher Landwirt in Monsheim.

## Werk
Möllinger beschäftigte in seiner Werkstatt bis zu zehn Gesellen. Seine Uhren sind weit verbreitet und gingen bis nach Nordamerika.

### Standuhren
- Schloss Mannheim, Bodenstanduhr mit großem Carillon für Kurfürst Carl Theodor von der Pfalz, um 1745[4][5] Die fast 2,80 Meter hohe Uhr mit Glockenspielwerk von Johann Jacob Möllinger vereint die Funktionen Zeitanzeige, Schlagwerk und Glockenspiel – alle drei Funktionen sind dank aufwendiger Restaurierung auch heute noch intakt. Das Glockenspielwerk der Standuhr beherrscht insgesamt zwölf Tanzmelodien mit einer Dauer von ca. 50 Sekunden. 14 Glocken sorgen dabei für ein einzigartiges Klangerlebnis.[6]

- Branchweilerhof bei Neustadt, Bodenstanduhr von 1754[7]

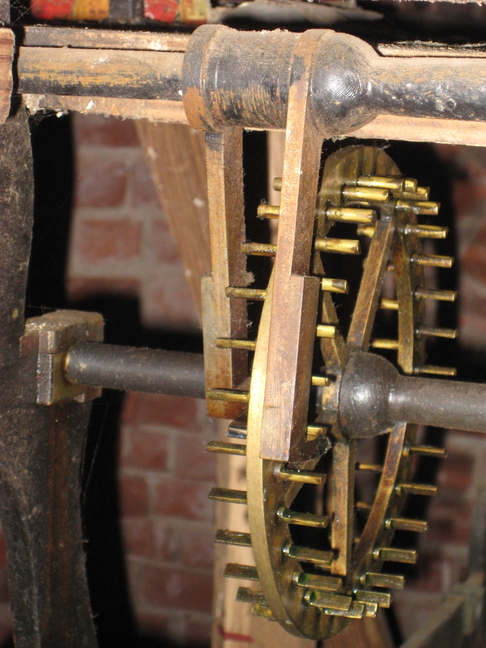
Scherenhemmung

### Turmuhren
- Die Uhr des Altpörtels in Speyer.
- Die Turmuhr der Dreifaltigkeitskirche mit 4/4-Schlagwerk in Worms von 1742. Das Werk ist heute im Wormser Museum eingelagert.
- Die Turmuhr in der St. Georgskirche in Wachenheim an der Weinstraße von 1755. Die Hemmung wurde umgebaut von Scherenhemmung auf Hakenhemmung.
- Schloss Schwetzingen, Schlossuhr aus dem Jahr 1763 (Viertel- und Stundenschlag, Scherenhemmung; stillgelegt seit 1968)
- Die Kirchturmuhr der katholischen Kirche in Offenbach an der Queich von 1769. (stillgelegt 1993)
- Schloss Benrath, Düsseldorf; Schlossuhr aus dem Jahr 1771 (Viertel- und Stundenschlag, Hakenhemmung, Wochenläufer)

Als Hemmung verwendete Möllinger vorzugsweise die im mittleren 18. Jahrhundert oft zum Einsatz gebrachte Scherenhemmung, eine sehr robuste, leicht zu fertigende und für Turmuhren gut geeignete Hemmung. Da diese Hemmung zu den ruhenden Hemmungen zählt, gewährleistet sie bei guter Imprägnierung der Pendelstange gegen feuchtigkeitsbedingte Längenänderung eine recht hohe Ganggenauigkeit (die Längenänderung durch Temperaturschwankungen spielt bei Holzstabpendeln nur eine sehr geringe Rolle).

## Bildergalerie

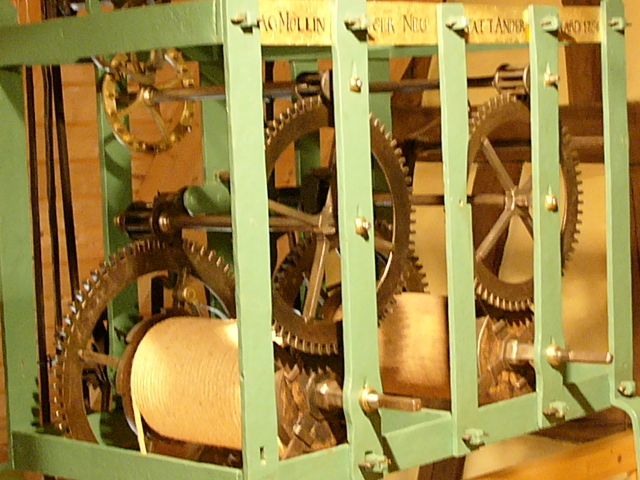
Turmuhr der Altpörtel Uhr in Speyer
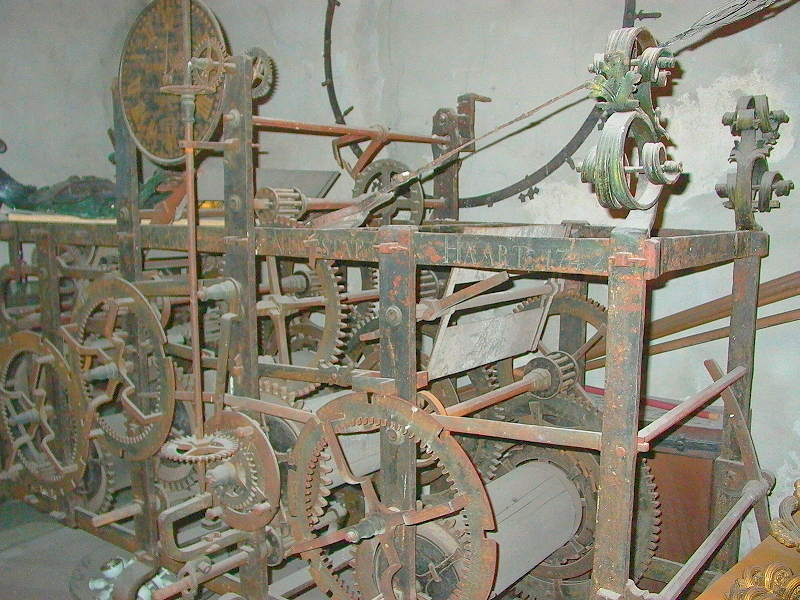
Turmuhr der Dreifaltigkeitskirche in Worms (1742)
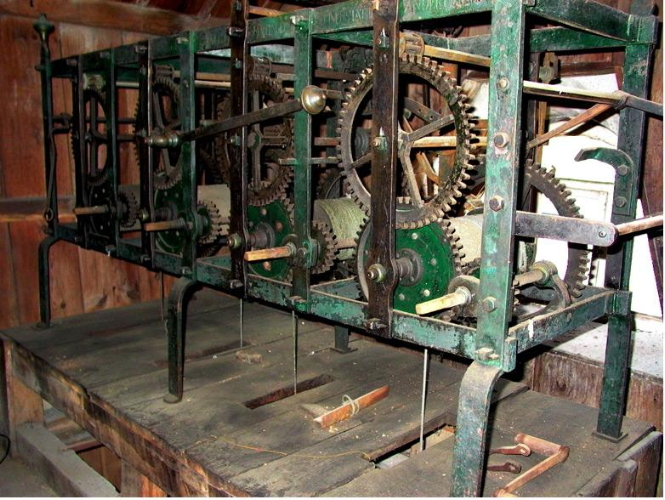
Turmuhr in der St. Georgskirche in Wachenheim (1755)
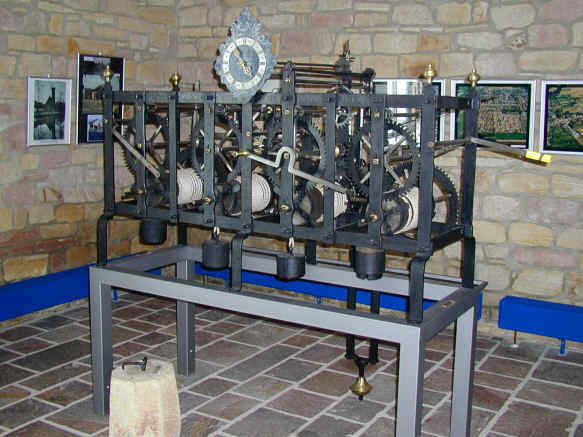
Turmuhr Offenbach/Pfalz (1769)